# Mannequin Cemetery
Albums de Buckethead
Splatters
(2013) Pearson's Square
(2013)
Mannequin Cemetery est le 60e album de Buckethead et le 30e volume de la série « Buckethead Pikes »,. L'album fut annoncé le 5 octobre 2013 en version numérique et en version limitée (300 exemplaires) pour le 5 octobre consistant d'un album à pochette vierge dédicacée et numérotée de 1 à 300 par Buckethead. Contrairement aux versions limitées précédemment offertes, Mannequin Cemetery fut signé à l'aide d'un marqueur à encre bleu pâle plutôt que noire.
Une version standard a été annoncée, mais n'est toujours pas disponible.

## Liste des titres
| 1.    | Melted Glasses                       | 2:45 |
| 2.    | Purse of Holes                       | 3:29 |
| 3.    | Cobwebs in the Calf                  | 3:46 |
| 4.    | Faded Fingernail Polish              | 3:24 |
| 5.    | Hat That Smells Like an Old Boostore | 2:28 |
| 6.    | Where Rings Were                     | 3:33 |
| 7.    | Piles of Parts                       | 3:19 |
| 8.    | Shoes Without Socks                  | 3:08 |
| 9.    | Mannequin Cemetery                   | 4:36 |
| 29:13 |                                      |      |